# Hagerman (Idaho)
Hagerman é uma cidade localizada no estado americano de Idaho, no Condado de Gooding.

## Demografia
Segundo o censo americano de 2000, a sua população era de 656 habitantes.
Em 2006, foi estimada uma população de 761, um aumento de 105 (16.0%).

## Geografia
De acordo com o United States Census Bureau tem uma área de
0,9 km², dos quais 0,9 km² cobertos por terra e 0,0 km² cobertos por água. Hagerman localiza-se a aproximadamente 900 m acima do nível do mar.

## Localidades na vizinhança
O diagrama seguinte representa as localidades num raio de 36 km ao redor de Hagerman.